# International Institute for Strategic Studies
L'International Institute for Strategic Studies (IISS) (en français : « Institut international d'études stratégiques », ou IIES) est un institut de recherche (think tank) britannique en relations internationales. Il se décrit lui-même comme l'« autorité majeure en matière de conflits politico-militaires »[réf. souhaitée]. Depuis 1997, son siège social est à Arundel House, à Londres.

## Histoire
L'IISS est fondé en 1958 par Michael Howard, historien militaire anglais, le parlementaire travailliste Denis Healey et le journaliste Alastair Francis Buchan (en). L'IISS se focalise à l'origine sur la dissuasion nucléaire et le contrôle des armes. L'institut affirme qu'il a été « extrêmement influent dans la mise en place des structures intellectuelles pour gérer la guerre froide ».
Le président actuel est Bastian Giegerich (de).

## Description
L'IISS se décrit comme une « source primaire d'information précise, objective sur des problèmes stratégiques internationaux pour les politiciens et diplomates, les analystes des affaires étrangères, les milieux d'affaire internationaux, les économistes, les militaires, les commentateurs de la défense, les journalistes, les universitaires et le public informé. L'institut ne fait allégeance à aucun gouvernement, ni à des organisations politiques ou autres. »[réf. souhaitée]
L'institut affirme avoir 2 500 membres individuels et 450 membres personnes morales ou institutionnelles de plus de 100 pays.
L'IISS publie The Military Balance (en français : « Les équilibres militaires »), une évaluation annuelle des capacités militaires des nations, la Armed Conflict Database (« Base de données des conflits armés »), Survival (« Survivre »), un journal sur les stratégies et politiques globales, Strategic Survey, une revue annuelle des affaires mondiales, la série de monographies The Adelphi Papers (« Les papiers adelphi ») et Strategic Comments (« Commentaires stratégiques »), une analyse en ligne de problèmes typiques des affaires internationales.
L'institut héberge le Shangri-La Dialogue, un rendez-vous annuel des ministres de la défense de la région Asie-Pacifique, et le Manama Dialogue (« Dialogue Manama »), une rencontre annuelle des ministres et responsables de la sécurité de la région du Golfe Persique à Manama, Bahreïn.
Basé à Londres, c'est à la fois une company limited by guarantee (en) (LBG) selon la loi anglaise, et une association caritative. L'institut a des succursales aux États-Unis à Washington, D.C. (IISS-US) et à Singapour (IISS-Asia), qui ont un statut caritatif dans chaque juridiction, et à Manama, Bahreïn (IISS-Middle East).

## Controverses
Dans le cadre de la polémique sur les armes de destruction massive irakiennes, François Heisbourg, Senior adviser pour l'Europe de l'IISS, est critiqué pour avoir affirmé dans Le Monde du 10 septembre 2002, au lendemain de la publication par l'IISS du dossier Iraq's Weapons of Mass Destruction: A Net Assessment, que « les armes biologiques et chimiques existent bel et bien ». Le rapport de l'IISS, largement diffusé et présenté par François Heisbourg lui-même, notamment à Bruxelles où l'IISS a une forte audience, et à une période particulièrement critique dans le débat international, sera utilisé par Tony Blair, mais aussi par l'administration américaine pour justifier la guerre d'Irak.
En 2016, The Guardian rapporte que l'IISS « a été accusé de compromettre son indépendance après que des documents divulgués ont montré qu'il avait secrètement reçu 25 millions de livres sterling de la famille royale de Bahreïn », notant que des « documents divulgués révèlent que l'IISS et les dirigeants de Bahreïn ont spécifiquement convenu de garder secret le financement des Dialogues de Manama », un forum qui réunit des ministres de gouvernements, des experts, des « communautés d'opinion et d'affaires ». L'IISS n'a pas contesté l'authenticité des documents divulgués ni nié avoir reçu un financement de Bahreïn, mais a publié une réponse indiquant que « [t]ous les accords contractuels de l'IISS, y compris ceux avec les gouvernements hôtes, contiennent une clause affirmant l'indépendance intellectuelle et opérationnelle absolue de l'Institut en tant qu'organisation internationale qui ne participe à aucune forme de plaidoyer. »
Le journaliste Peter Oborne dans Middle East Eye indique par la suite que l'IISS avait peut-être reçu près de la moitié de ses revenus totaux de sources bahreïnies certaines années.

## Directeurs
- Alastair Francis Buchan (en) (1958-1969)
- François Duchêne (en) (1969-1974)
- Christoph Bertram (en) (1974-1982)
- Robert O'Neill (en) (1982-1987)
- François Heisbourg (1987-1992)
- Bo Huldt (en) (1992-1993)
- John Chipman (en) (1993-2023)
- Bastian Giegerich (de) (depuis 2023)

### Site officiel (IISS)
1. ↑  (en) The IISS Manama Dialogue - Site officiel
2. ↑  (en) Iraq's Weapons of Mass Destruction: A Net Assessment, sur iiss.org, 9 septembre 2002
3. ↑  (en) IISS activities in the Kingdom of Bahrain", IISS, 7 décembre 2016